# 令狐整
令狐整（513年—573年），本名延，字延保，敦煌郡效穀縣（今甘肃省酒泉市瓜州县）人，北魏、西魏、北周官员。

## 生平
令狐整的家族世代为西北地区的大姓望族，曾祖令狐嗣、祖父令狐诏安都官至太守，都是优秀的二千石一级官员。令狐整的父亲令狐虬很早以名德而著称，官至瓜州司马、敦煌郡太守、郢州刺史，封长城县子。大统末年，令狐虬在家中去世。宇文泰为令狐虬伤感哀悼，派遣使者监管令狐虬的丧事，又敕令令狐虬的家乡为他营造坟墓，赠予龙骧将军、瓜州刺史。
令狐整自幼聰敏，深沉而有见识器量，学习骑马射箭的技艺，都为黄河以西的人所推崇。瓜州刺史北魏东阳王元荣征召令狐整担任瓜州主簿，加荡寇将军。令狐整举动安详温雅，对话辩论时言语流畅，每次拜谒元荣时，州府中官吏都注目于他。元荣器重令狐整的品德名望，曾经对僚屬说:“令狐延保是西州具有美好名声的人物，是能任大事的地方长官，岂是州郡职务的人才。不过一日千里，也必从半步起始，我将委托他各种政务，书写同意就行了。”
不久，魏孝武帝西迁关中，黄河以西地区动乱，元荣依靠令狐整加以防御，州境获得安宁。邓彦窃居瓜州，拒不接受取代，令狐整与开府张穆等人秘密接应使者申徽，逮捕邓彦押送京城。宇文泰嘉奖令狐整的忠诚和气节，任命他为都督。大统十二年（546年），瓜州城中百姓张保又杀死刺史成庆，与凉州刺史宇文仲和一起反叛，企图占据河西地区。晋昌人吕兴等又害死太守郭肆，占据晋昌郡响应张保。当初，张保等人阴谋为乱，担心令狐整守义不从，杀了成庆之后又想杀令狐整。张保因为令狐整为人所敬重，又担心令狐整的部下不服而反叛，所以不敢加害。张保虽然表面上礼敬，心中却十分忌恨令狐整。令狐整也假装与张保亲近，暗中则谋划将其除去，私下命令亲信劝张保说:“您与宇文仲和结为唇齿之盟，而现在东边的军队逐渐逼近凉州，他的形势孤危，恐怕无力抵挡。如若宇文仲和失败，就必祸及此地。应该派遣精锐军队，快速救援。二州合为一势，就有可能阻挡东边的军队。然后保境息民，是最好的计策。”张保认为有道理，但不知由谁来担任此职。令狐整又令此人劝张保说:“看一看历来的成败，都在于用人。所选择的人如果无能，顷刻就会失败。令狐延保文武全才，有统帅能力，如若任命他为将军，没有不成功的道理。”张保采纳了这一建议，张保又认为令狐整父兄等亲人都在城内，不怀疑他有阴谋，于是命令令狐整率军出征。令狐整军至玉门郡，召集豪杰，告知张保的罪逆，回军奔袭，先攻占晋昌郡杀死吕兴，又进军攻击张保。瓜州的人向来钦服令狐整的威名，都背弃张保而归附令狐整，张保于是逃亡到吐谷浑。
瓜州众人议论推举令狐整担任刺史。令狐整说:“本意是因为张保倒行逆施，毒害无辜，使全州的人都陷于不义之中。现在大家同心合力，目的是要除去凶顽，如果自相推荐，恐怕又要和原来一样导致灾祸。”令狐整于是推举出使波斯的使者张道义代理刺史，将这些情况都向朝廷禀报。西魏文帝诏令[申徽]]出任刺史，征召令狐整前往京城，任命为寿昌郡太守，封襄武县男，食邑二百户。宇文泰对令狐整説:“您年轻而心有英略，这么早就建立了特殊的功勋，现在的官位不足以作为酬赏。我想与您共同平定天下，共取富贵。”宇文泰于是立令狐整为瓜州义首，任命为持节、抚军将军、通直散骑常侍、大都督。
令狐整以国家有难未得安宁，经常表示愿意举族效力，于是率领乡亲二千多人入朝，随从西魏军队征讨。令狐整善于安抚和管理，与众人同甘共苦，所以大家都不顾及征战劳苦，全力以赴。令狐整升任使持节、车骑将军、仪同三司、散骑常侍。宇文泰经常亲切地对令狐整説:“您的远祖立忠义而去，您现在也立忠义而来，可以说是积善余庆，世代成就其美德。”令狐整远祖西汉建威将军令狐迈不愿意向王莽屈服，其子令狐称于是前往河西地区避难，所以宇文泰如此说。不久令狐整出任骠骑大将军、开府仪同三司，加侍中。宇文泰又对令狐整说:“您的功劳可比娄敬、项伯，义节等同骨肉，立身敦雅，可成为他人的模范。”宇文泰于是赐令狐整姓宇文氏，并赐名为整。令狐整的宗族二百多户，全都列入宇文氏宗籍。
周孝闵帝登基，令狐整出任司宪中大夫，他处理法律事务公平公正，为当时人所称赞，进爵彭阳县公，增加食邑一千户。
当初，梁朝兴州刺史席固献出兴州归附西魏，宇文泰任命席固为丰州刺史。席固到丰州任职很长时间，还是习惯用南梁法令，所有的措施很多都不符合治典。朝廷慎密商议要将其席固替换，但很难找到合适的人选，于是命令令狐整暂时镇守丰州，委托令狐整替代席固的方略。令狐整广布威恩，倾力安抚接纳，数月时间，教化遍布州府。朝廷于是任命令狐整为丰州刺史，任命席固为湖州刺史。丰州原来的治所比较偏僻，不是地方中心，赋税劳役参差，劳逸不均。令狐整请求将州治所迁往武当郡，得到诏书批准。令狐整鼓励安抚训导民众，迁移来的人就像回到家一样，很短的时间，新州城已经完备。席固转任时，他的部下很多都愿意留在令狐整身边，令狐整向他们告知朝廷制度，不同意留下，席固的部下都流泪离去。当令狐整任期满而继任刺史到来时，民众和官吏依依不舍，扶老携幼相送，远近之人都集中而来，令狐整数日停留才能走出州境，他就是如此得人心。令狐整又出任御正中大夫，外任中华郡太守，转任同州司会，改任始州刺史。令狐整善于分辨真伪，特别擅长行政之术，勤于政务廉洁谨慎，时刻注意不要过分，所以多次任内外官职，都留下好名声。天和六年（571年），令狐整升任大将军，增加食邑总计二千一百户。
晋公宇文护刚开始掌握大权时，想以令狐整为亲信。令狐整表示承当不起而加以推辞，非常不顺宇文护的心意，宇文护因此而疏远他。天和七年（572年），宇文护被定罪诛杀，附和他的人都被治罪，而令狐整却得以保全，当时人都称赞他有先见之明。建德二年（573年），令狐整去世，虚岁六十一。朝廷赠予令狐整原本的官职，加鄜宜豳盐四州诸军事、鄜州刺史，谥号襄。其子令狐熙继承爵位。

## 家庭

### 兄弟姐妹
- 令狐休，北周仪同三司、合州刺史

### 子女
- 令狐熙，隋朝上开府、安州刺史、武康郡公

## 延伸阅读
[在维基数据编辑]
 《周書·卷36》，出自令狐德棻《周書》
 《北史/卷067》，出自李延壽《北史》